# ولادیسلاو میلنیکوف
ولادیسلاو میلنیکوف (روسی: Владислав Мыльников؛ زادهٔ ۱۲ سپتامبر ۲۰۰۰) شمشیرباز اهل روسیه است.